# آشوراده
آشوراده (به ترکمنی: آشیٛرادا، Aşyrada) روستایی در انتهای شرقی شبه جزیره میان‌کاله در شهرستان بندر ترکمن، استان گلستان است. آشوراده در کنار جزایر آکاز و اسماعیل سای از جزایر ایرانی دریای مازندران است. این جزیره که در سده‌های گذشته در پی عملکرد و فعالیت گروه‌های انسانی با حفر کانال از توده اصلی خشکی خود (شبه جزیره میانکاله) جدا افتاده‌است.
این جزیره تا سال‌های پیش با امکاناتی همچون پاسگاه ژاندارمری، شرکت تعاونی روستایی، مدرسه راهنمایی، مغازه، مسجد و حسینیه بیش از ۱۰۰۰ نفر سکنه داشته‌است که به مشاغل دامداری، کارگری، پیشه‌وری و ماهی‌گیری مشغول بوده‌اند اما در سال ۱۳۷۲ به علت بالا آمدن سطح آب دریای خزر و رخ دادن سیل مردم جزیره، آنجا را ترک کردند. و هم‌اکنون تنها کارمندان شیلات در آن ساکن هستند.
۴۰٪ خاویار ایران در نزدیکی این جزیره به دست می‌آید.
در پایان دوره ریاست‌جمهوری محمود احمدی‌نژاد امتیاز سرمایه‌گذاری در آشوراده به یک شرکت لبنی به نام شرکت لبنی صباح ابراهیمی واگذار شد که انتقادات و مناقشاتی را در پی داشته‌است.

## نام

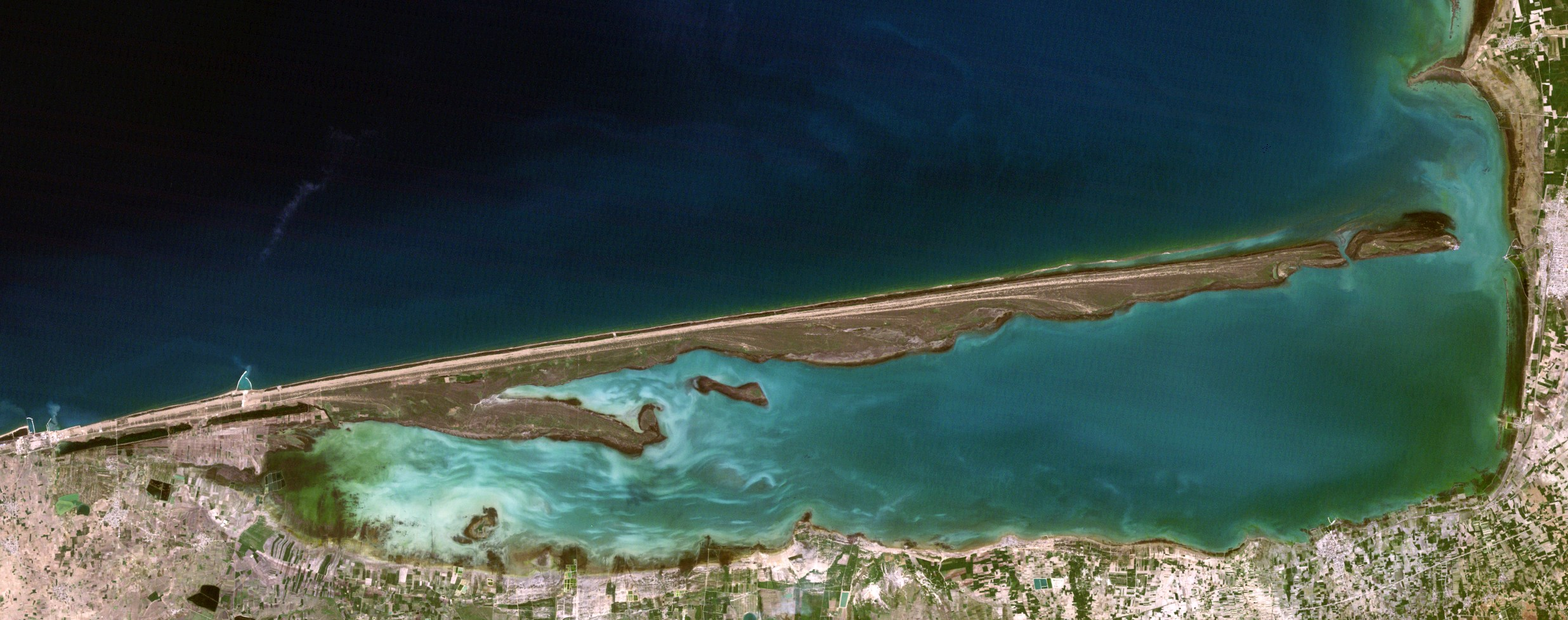
دید ماهواره‌ای از آشوراده.

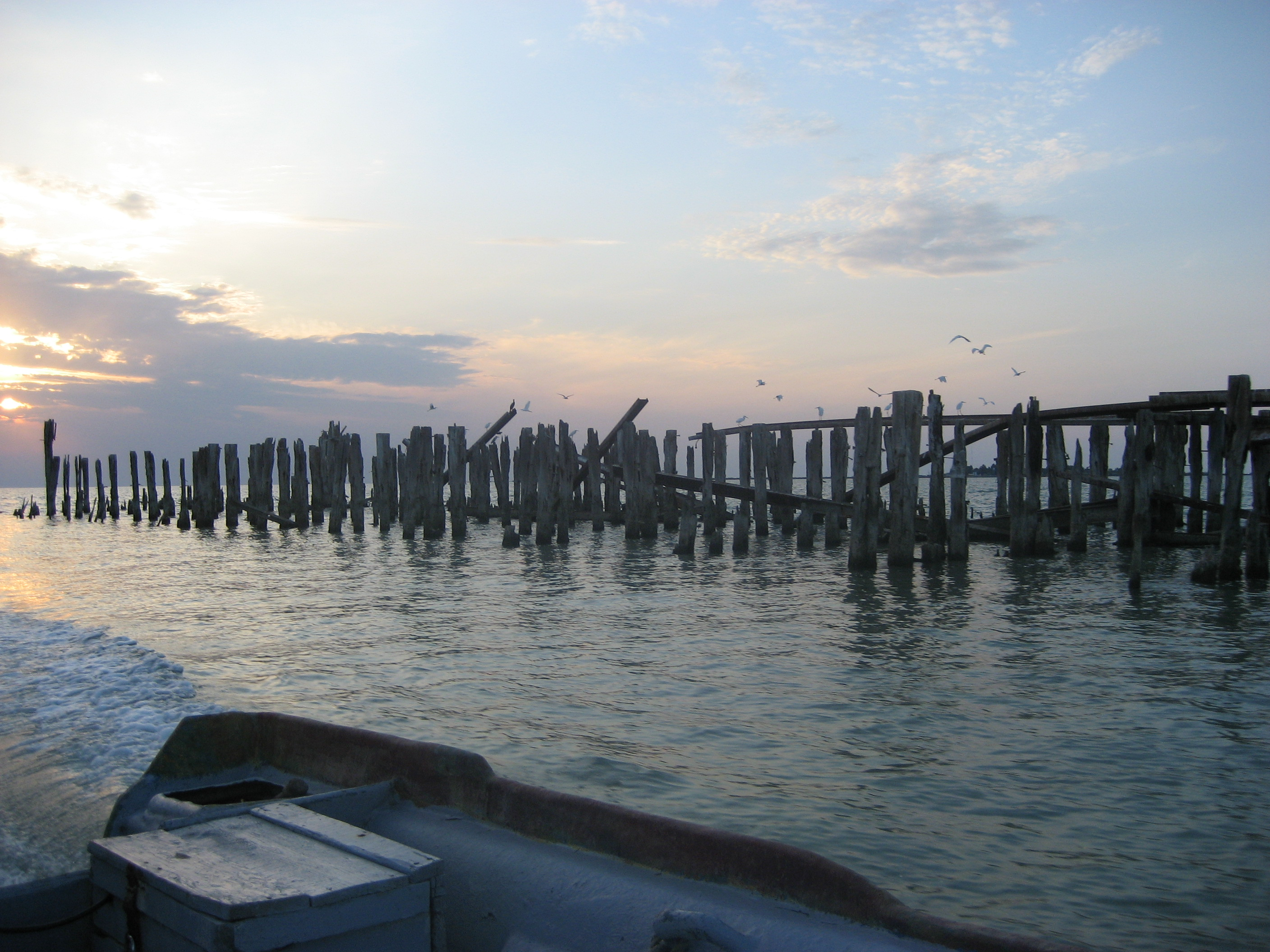
بخشی از خط آهن متروک آشوراده.

لفظ «آشوراده» در زبان ترکمنی به معنای «جزیرهٔ آشور» است. و دارای دو بخش آشیر (آشور) و آدا (جزیره) {آشیرآدا = آشوراده} است.
ترکمن‌ها به این جزیره «مال آشیر» هم می‌گویند زیرا در زمانهای قدیم از ساحل بندر ترکمن دام‌های خود را جهت چراندن به جزیره می‌رساندند و در این لفظ «مال» به معنای «دام» و «آشیر» به معنای مصدری «رساندن» است.

## جغرافیا
جزیره آشوراده از شمال به دریای مازندران، از شرق به تنگه‌ای باریک موسوم به «تنگه چپق‌اوغلی» و از غرب به کانال خُزینی و ادامه شبه جزیره میانکاله و از جنوب به خلیج گرگان منتهی می‌شود.
آشوراده در منتهی الیه شرقی شبه جزیره میانکاله واقع شده‌است و هرگاه آب دریای خزر افزایش یابد به صورت جزیره در می‌آید. مرز آشوراده و میانکاله کانالی است بنام کانال خزینی که در زمان اشغال شمال ایران توسط روس‌ها ایجاد شده‌است. فاصله آبی آشوراده با ساحل بندرترکمن در حدود ۲/۲ کیلومتر است که ارتباط از طریق قایق‌های موتوری و یدک‌کش موسوم به بارکاز صورت می‌گیرد. این مکان علاوه بر دارا بودن تأسیسات شیلات از جمله سردخانه و کارخانه کنسرو خاویار، دارای زمین های ماسه‌ای و پوشش گیاهی متنوع می‌باشد و قبل از پیشروی آب دریای خزر در اوایل
دهه ۷۰ مسکونی بوده و حدود ۲۵۰ خانوار با اصالت آذربایجان شرقی و اردبیل، در آن سکونت داشتند که به دلیل پیشروی آب دریا به بندر ترکمن مهاجرت نموده و محله‌ای را در آن شهر به خود اختصاص دادند.
ارتفاع آشوراده از سطح دریاهای آزاد برابر ۲۶- متر است. جزیره با آب وهوای معتدل در ۵ کیلومتری غرب بندر ترکمن قرار دارد. طول جغرافیایی آشوراده برابر ۵۳٫۸۵۰۰ عرض جغرافیایی آن ۳۶٫۸۳۳۳ است. پوشش گیاهی جزیره، بوته‌های تمشک، نوعی خار خودرو و درختان انار ترش است و حیواناتی همچون شغال، روباه، خرگوش، ماهی، قرقاول، کبک و پرندگان دریایی در جزیره یافت می‌شوند.

## پیشینه
آشوراده در اغلب منابع تاریخی به عنوان مجمع الجزایر آشوراده که متشکل از سه جزیره بوده‌است، آمده که با بالا آمدن سطح آب هر دو جزیره کوچک انتهای آن در آب فرورفته و در حال حاضر تنها یک جزیره باقی مانده‌است.
برخی از مورخان اعتقاد دارند که آشوراده همان جزیره آبسکون بوده‌است که در زمان حمله مغول به ایران، سلطان محمد خوارزمشاه به این جزیره گریخت و همان‌جا در سال ۱۲۲۰ میلادی درگذشت. این شبه جزیره در زمان صفوی به عنوان شکارگاه مورد توجه قرار گرفته و به این سبب دژهایی در این جزیره بنیاد شد. در سال ۱۸۳۷ این جزیره با وجود اعتراض ایران به دست نیروهای روسیه اشغال شد. پس از این اشغال، نیروهای روسی تا چندین دهه یک پاسگاه نظامی در آن داشتند.
هم‌اینک این جزیره دو بنای تاریخی در خود دارد. قلعه روس‌ها که در زمان رضاشاه بنای آن تجدید گردیده و به پاسگاه تبدیل شده و خانه وزیر مختار روس، قلعه تخریب گردیده و خانه نیز در حال تخریب است.

## واگذاری به بخش خصوصی
مطابق قانون اصلاح قانون حفاظت و بهره‌برداری از جنگل‌ها و مراتع، هر گونه دخل و تصرف در مناطق حفاظت شده محیط زیست غیرقانونی است. و دادستانی طبق این قانون مخالف واگذاری این جزیره به بخش خصوصی است.
واگذاری به بنیاد مستضعفان در دولت خاتمی در ۱۳۸۳، بنیاد علوی وابسته به بنیاد مستضعفان با ارائه سند مالکیت جزیره که در سال ۱۳۷۶ ثبت شده بود، مدعی مالکیت جزیره شد. بنیاد علوی مدتی بعد با واگذاری بخش‌هایی از جزیره به یک شرکت خصوصی، بخش خصوصی را با سازمان محیط زیست وارد مناقشه حقوقی کرد. در دوره ریاست معصومه ابتکار بر سازمان محیط زیست و در آخرین جلسه هیئت دولت محمد خاتمی، دولت واگذاری ۳۸۰ هکتار از این جزیره به شرکت خصوصی «مناطق گردشگری جهان» را تصویب کرد.
در نتیجه پیگیری کارشناسان و افشاگری‌های رسانه‌ای، سازمان بازرسی کل کشور به تخلفات برخی مدیران استانداری گلستان و غیرقانونی بودن واگذاری اشاره کرد. دولت محمود احمدی‌نژاد و سازمان محیط زیست با ریاست فاطمه واعظ جوادی، با پیگیری سازمان بازرسی کل کشور، مصوبه واگذاری جزیره آشوراده به عنوان یکی از اصلی‌ترین مناطق حفاظتی پناهگاه حیات وحش میانکاله را باطل کرد. در پایان دوره ریاست‌جمهوری محمود احمدی‌نژاد امتیاز سرمایه‌گذاری در آشوراده به یک شرکت لبنی به نام شرکت لبنی صباح ابراهیمی واگذار شد که انتقادات و مناقشاتی را در پی داشته‌است.
دولت حسن روحانی با ریاست معصومه ابتکار بر سازمان محیط زیست، این منطقه را دوباره به بخش خصوصی واگذار کرد. دولت با پشت کردن به قانون، بی‌توجهی به دستور معاون دادستان کل کشور، نادیده گرفتن مخالفت مرکز پژوهش‌های مجلس و بر خلاف تمامی قوانین و کنوانسیون‌های بین‌المللی اجرای این طرح مخرب را به تصویب رسانده‌است.
بخش خصوصی می‌خواهد در ۲۲ هکتار از جزیره آشوراده هتل، مرکز تجاری، میدان تیراندازی، بازارهای متعدد، زمین گلف و تنیس، باغ پرندگان، موزه، پارک بازی، رستوران، سفره خانه، پلاژ بانوان و آقایان، قایقرانی و جاده احداث کند.
معصومه ابتکار، رئیس سازمان محیط زیست که دوبار این جزیره را به بخش خصوصی واگذار کرده‌است، با رد موضوع واگذاری جزیره آشوراده اعلام کرد: «تنها ۱۰ درصد آشوراده مربوط به گردشگری طبیعی است و واگذاری این منطقه به هیچ وجه ممکن نیست، چرا که جزو اراضی ملی است. همچنین چهارچوبی در خصوص گردشگری طبیعی در منطقه آشوراده مشخص شده و فعالیت‌های سنگین نظیر دخل و تصرف و تخریب به هیچ وجه صورت نمی‌گیرد و سازمان محیط زیست اجازه چنین اقدامی را نخواهد داد.»